# Magna
Magna è il marchio di una vernice a base di resina acrilica, sviluppata da Leonard Bocour nel 1947.

## Descrizione
Si differenzia dalla vernice acrilica, in quanto è composta da pigmenti macinati in una resina acrilica portata in emulsione attraverso l'uso di solventi, che le donano maggior lucentezza e una finitura più lucida rispetto alle principali vernici acriliche moderne.
La principale differenza tra Magna e le vernici acriliche moderne sta nel fatto che queste sono solubili in acqua, mentre Magna è miscelabile con la trementina o con l'acquaragia minerale, sebbene entrambe possano asciugarsi rapidamente fino a ottenere una finitura opaca o lucida.
Magna è stata utilizzata da artisti come Barnett Newman, Morris Louis e Roy Lichtenstein che l'ha usata insieme ai colori ad olio.